# Lanciarazzi

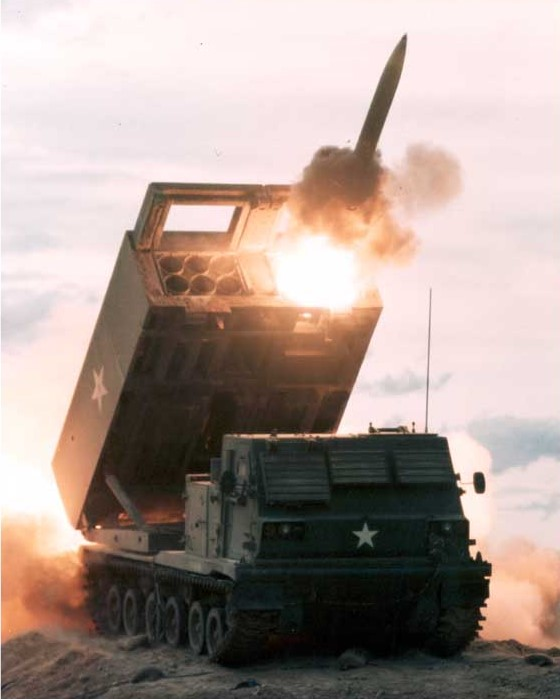
Un M270 MLRS dellUS Army

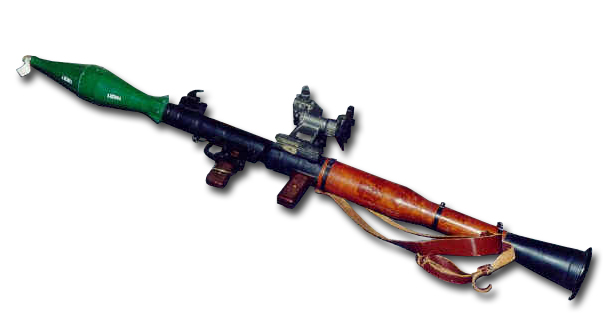
Lanciarazzi RPG-7

Un lanciarazzi è un'arma destinata al lancio di razzi, solitamente a scopo offensivo, che possono variare da razzi anticarro a razzi SAM.

## Caratteristiche e tipologie
Tra i lanciarazzi anticarro l'esempio più celebre è il bazooka statunitense della seconda guerra mondiale, ma sono molto note anche armi moderne come l'RPG sovietico e il modernissimo Javelin, anch'esso di produzione statunitense.
Altri lanciarazzi non sono portatili, ma vengono montati su affusti semoventi. Tra questi è celeberrimo il Katjuša sovietico, noto come "Organo di Stalin" per la sua importanza determinante nel secondo conflitto mondiale.
Esistono lanciarazzi multipli come lo stesso Katjuša, che poteva lanciare tra i sedici e i quarantotto razzi, il Nebelwerfer tedesco, anch'esso risalente alla seconda guerra mondiale, che sparava sei razzi, il cui effetto risultò devastante per le truppe statunitensi durante e dopo lo sbarco in Normandia.
Ci sono poi lanciarazzi a scopo difensivo, come quelli che lanciano i missili Patriot, missili SAM divenuti celebri durante la guerra del Golfo, aventi la funzione di intercettare i missili nemici.